# Heidenheim an der Brenz
Heidenheim an der Brenz is een plaats in het zuidwesten van Duitsland, in de deelstaat Baden-Württemberg. Het is de Kreisstadt van het Landkreis Heidenheim. De stad telt 49.342 inwoners.
Met de oostelijke buurgemeente Nattheim, gelegen tussen de Heidenheimer stadsdelen Großkuchen en Oggenhausen, bestaat een nauwe samenwerking binnen een zogenaamde Vereinbarte Verwaltungsgemeinschaft, een alleen in Baden-Württemberg bestaande vorm van bestuurssamenwerking. Daarbij neemt Heidenheim een aantal gemeentelijke bevoegdheden en taken over van Nattheim.

## Indeling van de gemeente

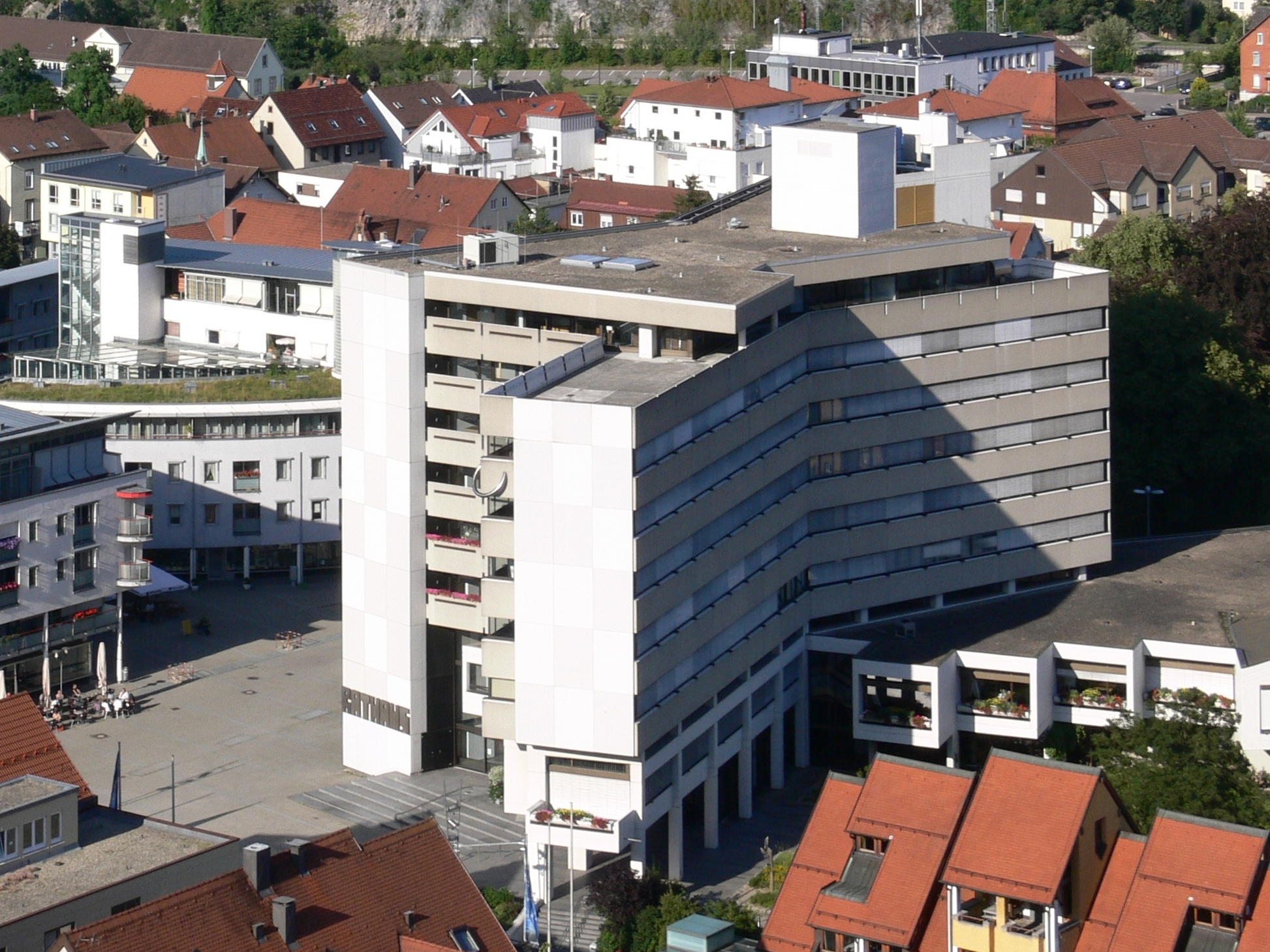
Gemeentehuis

De gemeente Heidenheim an der Brenz bestaat uit 5 stadsdelen, te weten de Kernstadt en:
- Schnaitheim (gelegen ten noorden van de Kernstadt; inclusief Aufhausen en de woonwijk Mittelrain); sinds 1910 een deel van de gemeente Heidenheim; aantal inwoners 10.873 (peildatum 31 december 2014)
- Mergelstetten (gelegen ten zuiden van de Kernstadt; inclusief de woonwijk Reutenen); sinds 1937 een deel van de gemeente Heidenheim; aantal inwoners 6.812 (peildatum 31 december 2014)
- Oggenhausen (gelegen 7 km ten oosten van de Kernstadt; inclusief Heuhof); sinds 1971 een deel van de gemeente Heidenheim; aantal inwoners volgens de website van de gemeente Heidenheim 1.394 (peildatum 31 december 2022)
- Großkuchen (gelegen 6-8 km ten noordoosten van de Kernstadt; inclusief o.a. de gehuchten Kleinkuchen, Nietheim en Rotensohl); sinds 1974 een deel van de gemeente Heidenheim; aantal inwoners volgens de website van de gemeente Heidenheim 1.540 (peildatum 31 december 2019).

## Geografie
Heidenheim an der Brenz heeft een oppervlakte van 107,1 km². Heidenheim, op een hoogte van tussen de 478 en de 645 meter boven de zeespiegel, ligt op de noordoostelijke uitlopers van de Schwäbische Alb in het dal van de Brenz, een zijrivier van de Donau. De stad ligt tussen de tot de Schwäbische Alb behorende bergrug Albuch en de hoogvlakte Härtsfeld, ten oosten van Heidenheim.

### Plaatsen in de omgeving van Heidenheim an der Brenz
Heidenheim ligt circa 17 kilometer ten zuiden van Aalen en over de autosnelweg 33 kilometer ten noorden van Ulm.
Buurgemeentes zijn:
- Aalen, in het noorden
- Neresheim
- Nattheim, in het oosten
- Syrgenstein, in Beieren
- Giengen an der Brenz, in het zuiden
- Herbrechtingen
- Steinheim am Albuch, in het westen
- Königsbronn, in het noordwesten.

### Infrastructuur

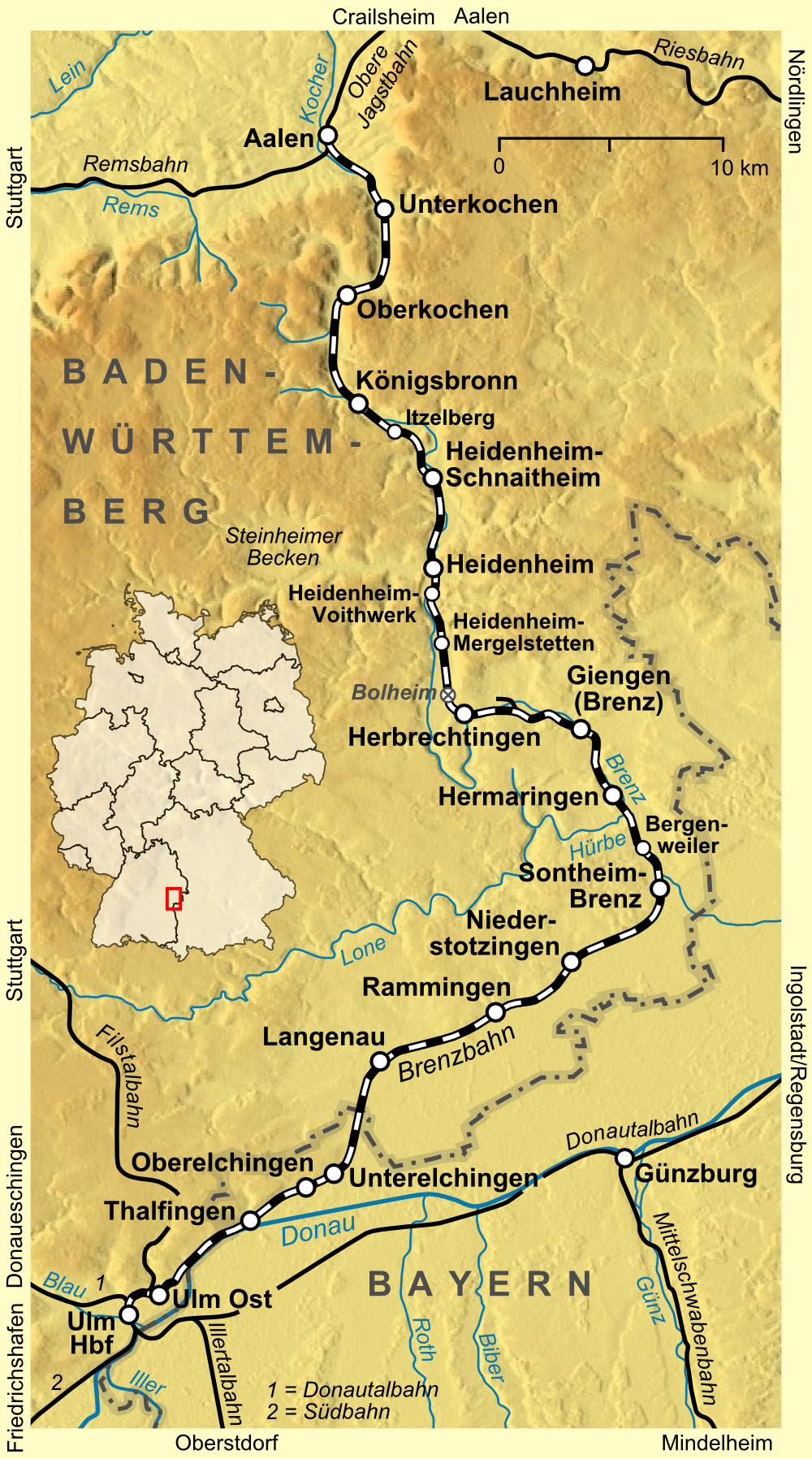
Spoorlijn Aalen-Ulm

De stad heeft een station aan de spoorlijn van Aalen naar Ulm, ter plaatse Brenzbahn geheten. Soms moet op het traject richting Ulm te Langenau, 16 km ten oosten van Ulm, overgestapt worden. Deze spoorlijn is slechts enkelsporig, en voor nog maar een klein deel geëlektrificeerd; een modernisering wordt overwogen ( stand: 2020). Aan deze spoorlijn hebben ook Schnaitheim, 3 km ten noorden van station Heidenheim, de Voith-fabriek en stadsdeel Mergelstetten, respectievelijk 1 en 3 km ten zuiden van station Heidenheim, kleine stoptreinstations.
Daarnaast is het station van Heidenheim begin- en eindpunt van enige stads- en streekbuslijnen.
De belangrijkste weg voor het autoverkeer nabij Heidenheim is de Autobahn A7, met afrit 116 naar de Bundesstraße 466 niet ver ten oosten van Heidenheim.

## Economie

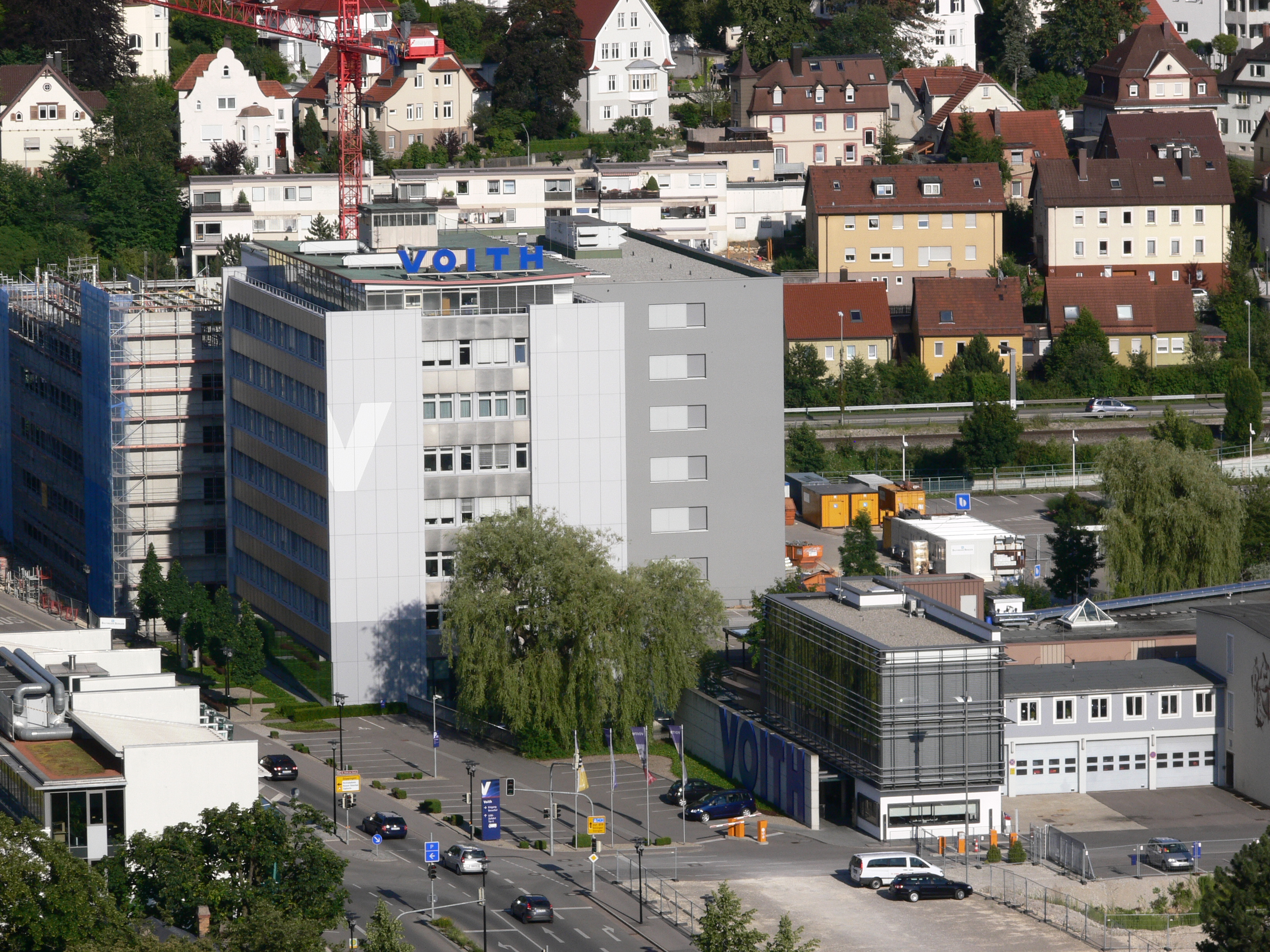
Voith-bedrijfsgebouwen, Heidenheim

Zeer belangrijk voor de economie van Heidenheim an der Brenz is het Voith-concern. De hoofdvestiging (hoofdkantoor en 1 fabriek) van deze wereldwijd opererende onderneming, die volgens haar eigen website in 2021 wereldwijd bijna 21.500 medewerkers telde, neemt aan de oostkant van de stad een gehele wijk in beslag, en heeft ook een eigen spoorweghalte. De onderneming produceert turbines en grote machines en installaties voor allerlei vaar- en voertuigen, waterkracht- en andere elektriciteitscentrales en industriële installaties. Voith is ook maatschappelijk betrokken en is sponsor van o.a. de voetbalclub 1. FC Heidenheim 1846.
Een andere grote, internationaal bekende onderneming met hoofdkantoor te Heidenheim is Hartmann Gruppe, een fabrikante van pleisters en andere verbandmiddelen, alsmede van de hygiëne in de medische sector ondersteunende producten. Ook dit concern is sponsor van 1. FC Heidenheim 1846.
De in Heidenheim gevestigde firma Carl Edelmann produceert wereldwijd vouwdozen en andere verpakkingsmiddelen, alsmede bijsluiters voor in verpakkingen van medicijnen e.d..
De ondernemingen Osram (lampen) en TDK (condensatoren), en het wetenschappelijke instituut Carl-Zeiss-Stiftung, een middelgrote cementfabrikant te Mergelstetten, en tal van kleinere bedrijven hebben ook vestigingen in Heidenheim.
In de stad is één, voor de economie niet onbelangrijk, instituut voor hoger onderwijs gevestigd, waar men o.a. economie, management, sociaal werk, techniek (ingenieursniveau) en ondersteunende gezondheidswetenschappen kan studeren. Het draagt de naam Duale Hochschule Baden-Württemberg Heidenheim. In 2018 bedroeg het aantal studenten circa 2.400.
Sedert 2009 bezit Heidenheim een modern congrescentrum, dat dichtbij kasteel Hellenstein staat. De grote zaal van dit Congress Centrum Heidenheim bevat 1.300 zitplaatsen. Bij zeer slecht weer worden de operavoorstellingen in het kasteel hiernaartoe verplaatst.
De stad heeft een Amtsgericht en een regionaal belastingkantoor.

## Geschiedenis

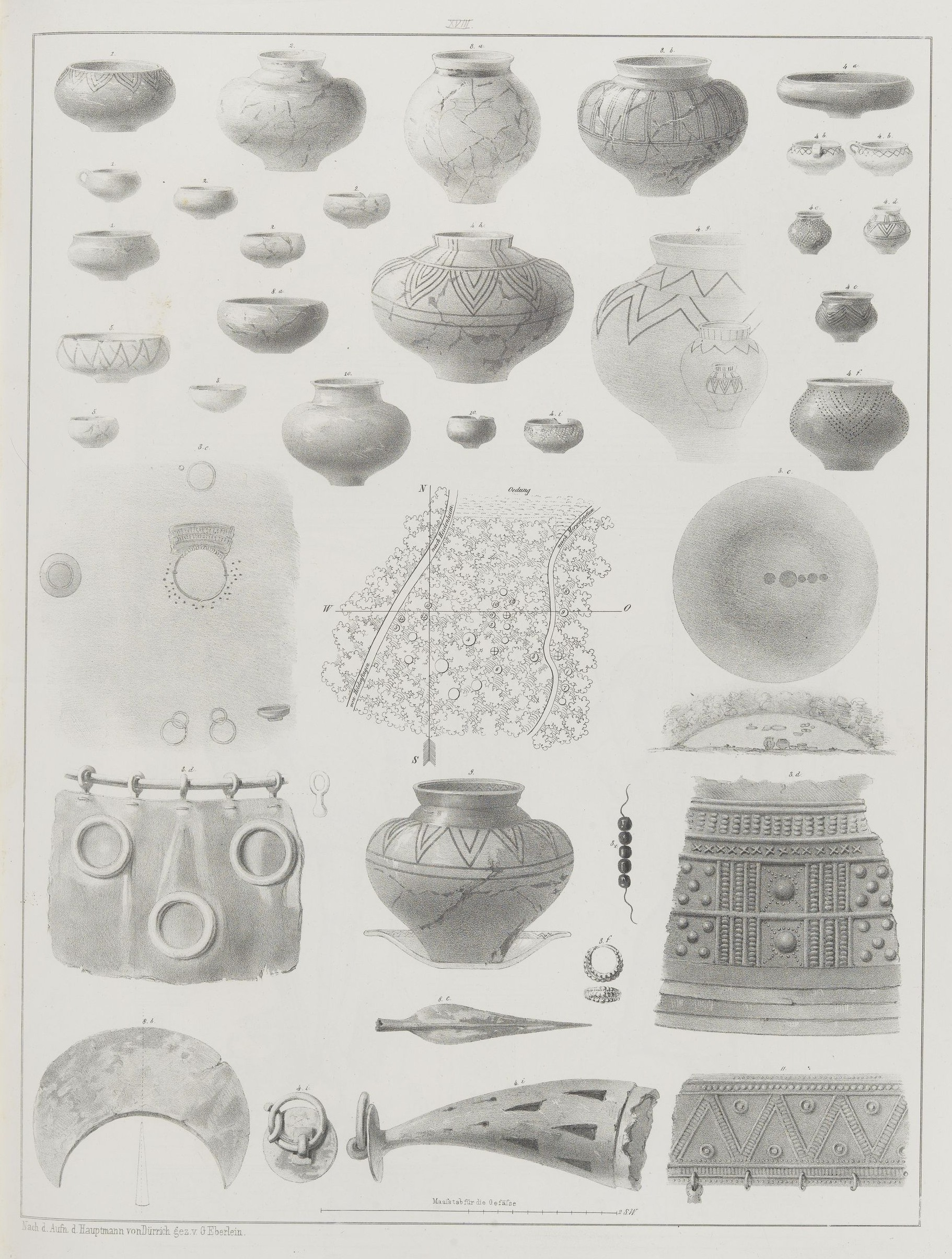
Keltische grafvondsten bij Mergelstetten
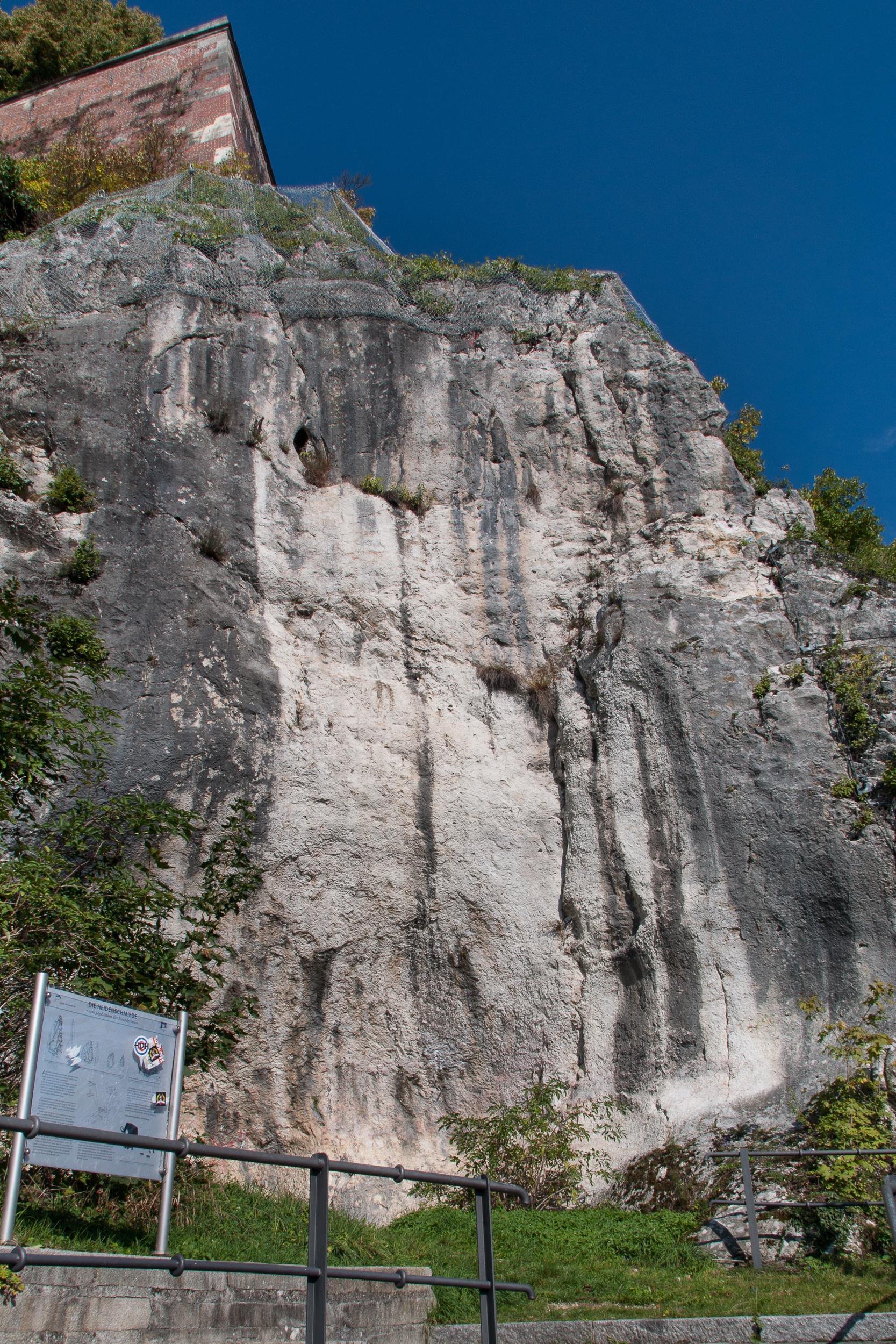
Rotsformatie Heidenschmiede te Heidenheim, onder het kasteel
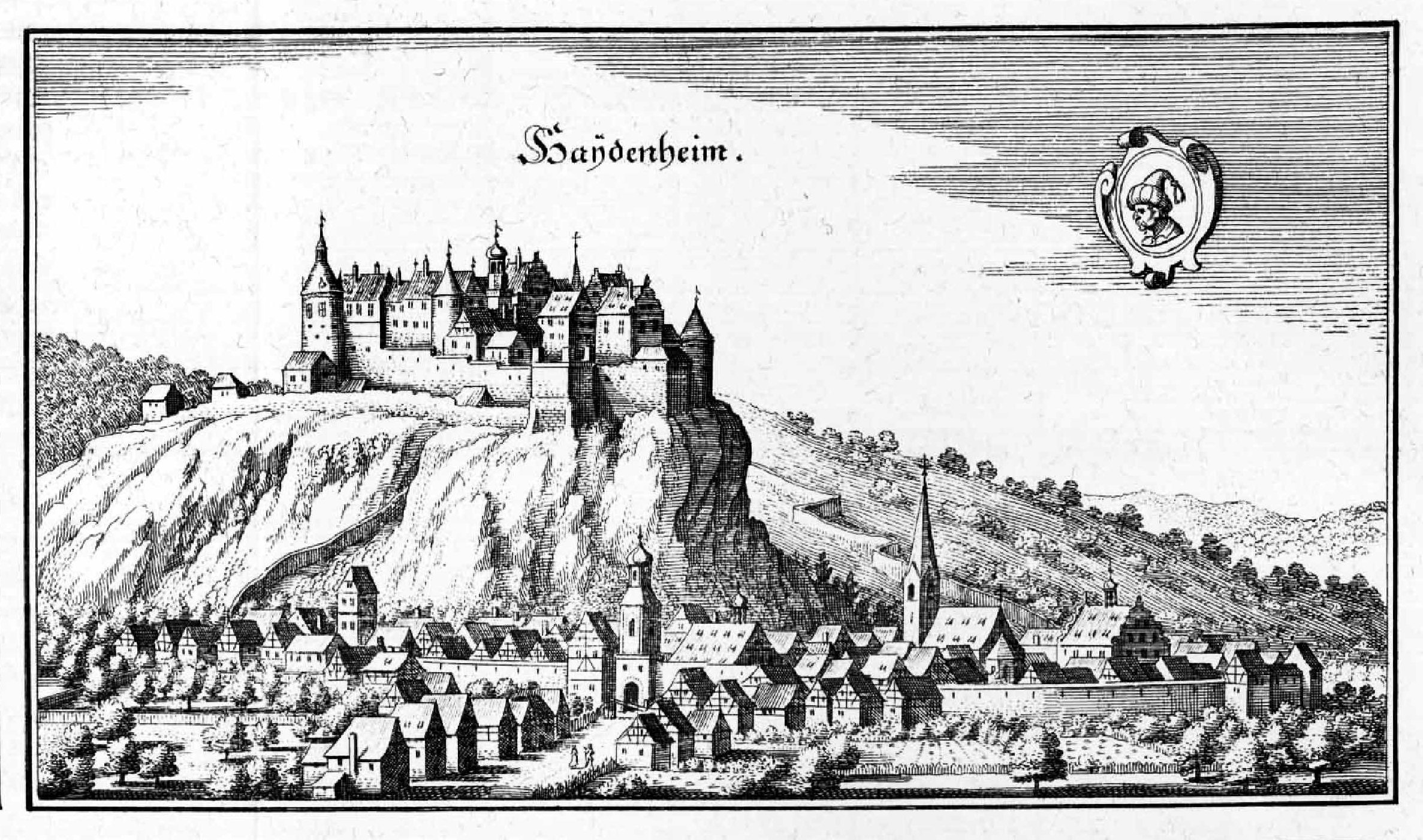
Heidenheim aan de voet van kasteel Hellenstein, Merian-prent, midden 17e eeuw

In de Oude Steentijd, wellicht reeds vanaf ongeveer 68.000 jaar voor het begin der jaartelling, gebruikten neanderthalers de overhangende rotswand Heidenschmiede om er te schuilen voor slecht weer en om in deze zgn. abri stenen gereedschappen te maken. De grondstof hiervoor haalden deze mensen uit het 6 km verder westelijk gelegen Steinheimer Becken.
Op een gewannflur (akker) genaamd Fürsamen, iets ten noorden van de stad Heidenheim, zijn tussen 1997 en 2017 belangrijke archeologische opgravingen gedaan. Gevonden werden bewoningssporen uit de periodes van de bandkeramische cultuur (neolithicum), Hallstattcultuur, La Tène-cultuur, Romeinse tijd en de periode van de bewoning door de Alemannen (4e eeuw). Ook in het bos Scheiterhau, ten westen van stadsdeel Mergelstetten, zijn in de 19e eeuw Keltische grafheuvels gevonden en archeologisch onderzocht.
Op de locatie van Heidenheim zelf lag in de Romeinse tijd, van plm. 85 tot plm. 159, een castellum genaamd Aquileia, waar een Romeinse hulptroepeneenheid Ala II Flavia was gestationeerd. Uit de vroege middeleeuwen is over het gebied weinig bekend. Vanaf de Romeinse tijd tot omstreeks 1800 werden ten zuiden van Heidenheim in dagbouw zogenaamde Bohnerze gedolven. Dit zijn, soms boonvormige, klontjes gesteente, vergelijkbaar met ijzeroerklompjes, die een ijzerertsgehalte van tot wel 76% hebben en voorkomen in Midden-Europese kalksteengebergtes. Deze ijzerertsproductie was voor Heidenheim eeuwenlang economisch van wezenlijk belang. Van 1651 tot 1908 werd, in het naburige Königsbronn, het erts in een hoogoven verder gezuiverd en was het een grondstof voor allerlei ijzeren producten.
In 1096 begonnen plaatselijke heren de bouw van het belangrijke kasteel Hellenstein, dat op een heuveltop boven Heidenheim uittorent. Een ridder van keizer Frederik II Barbarossa, een zekere Degenhard von Hellenstein liet het kasteel in de 12e eeuw versterken. Het kasteel raakte rond 1450 in Beiers bezit. In 1503 kwam het kasteel als residentie van de Heerlijkheid Heidenheim in Württembergs bezit. Sinds wanneer Heidenheim stadsrecht bezit, is niet meer bekend. De bouw van stadsmuren vond tussen 1190 en 1420 plaats; Keizer Karel IV verleende Heidenheim marktrecht in 1356. In de 15e eeuw verkreeg de stad een wapen, met daarin een afbeelding van een man, die in die tijd als heiden werd voorgesteld; dit wapen is tot in de huidige tijd in gebruik gebleven. Sedert de Reformatie (1517-1535) is de christelijke bevolking van Heidenheim overwegend evangelisch-luthers. Reeds in 1590 beschikte de stad over een eenvoudig waterleidingsysteem.
In 1864 verkreeg Heidenheim aansluiting op het spoorwegnet. In de 19e en de eerste helft van de 20e eeuw had Heidenheim enige textielindustrie, o.a. doordat in de regio vlas werd verbouwd. Uit deze textielindustrie ontstond in 1818 de fabriek van verbandgaas e.d. van de firma Hartmann, die later een van de grootste spelers in de verbandmiddelenmarkt van geheel Duitsland werd. In 1867 werd de belangrijke machinefabriek J.M. Voith opgericht. De familie, die dit bedrijf in eigendom had, liet vanaf 1919 een grote, eigen woonwijk voor het personeel bouwen, de Voith-Siedlung. De onderneming werd aanvankelijk vooral bekend als producente van machines voor de papierindustrie, na de Eerste Wereldoorlog ook van turbines voor allerlei vaar- en voertuigen, spoorweglocomotieven (zie: Baureihe 261), waterkracht- en andere elektriciteitscentrales en industriële installaties. Nog in 2003 leverde Voith belangrijke onderdelen voor de Drieklovendam in China.
In augustus 1926 gebeurde tijdens een vliegshow bij de stad een ongeluk. Een vliegtuig, type Heinkel HD 21, maakte door het weerverschijnsel downburst een crashlanding. Vijf toeschouwers kwamen om het leven, zeven anderen raakten gewond. De piloot bleef ongedeerd.
In de Tweede Wereldoorlog was de politieschool bij Heidenheim enkele malen in gebruik als (klein) buitenkamp van concentratiekampen. Na de oorlog werden deze kampen gebruikt voor noodhuisvesting van displaced persons. Ook de door de geallieerden geconfisqueerde Voith-Siedlung werd na de oorlog enige jaren daarvoor gebruikt. In 1949 werden alle kampen opgeheven en waren alle gedeporteerde Duitse bewoners van de Voith-Siedlung ook weer thuis.
In december 2003 deed zich voor een discotheek in de stad een dodelijk incident voor. Een neonazi stak drie jongeren van Oosteuropees-Duitse afstamming dood. Nadien werden samen met tieners en twintigers projecten opgestart, om herhaling van zulke incidenten te voorkomen en racisme en onverdraagzaamheid tegen te gaan.

## Bezienswaardigheden, natuurschoon, recreatie
Boven de stad, bovenop de rotsformatie Heidenschmiede, staat het grotendeels middeleeuwse Kasteel Hellenstein. Een gedeelte van het gebouwencomplex, dat een vestingachtig karakter heeft, is tot een ruïne vervallen, andere gebouwen zijn intact gebleven. In de voormalige kasteelkerk zetelt sinds 1901 het plaatselijke streekmuseum. De oude, met een smeedijzeren hek omringde put Kindlesbrunnen verving sinds 1670 de oude waterleiding, die in de Dertigjarige Oorlog onherstelbaar beschadigd was geraakt. Volgens een plaatselijke legende komen hier de pasgeboren baby's vandaan, wat de naam verklaart. Op het kasteelterrein staat een uit 1470 daterend gebouw met de naam Fruchtkasten. Hierin is een koetsenmuseum gevestigd, een dependance van het Landesmuseum Württemberg te Stuttgart.
Jaarlijks, in de zomer, vinden tegen het decor van de ruïne van de Ridderzaal in kasteel Hellenstein openluchtopvoeringen van opera's plaats in het kader van Opernfestspiele , een operafestival.
In een voormalig zwembad, een Jugendstilgebouw uit 1904, is het Kunstmuseum Heidenheim voor o.a. moderne kunst gevestigd. Het museum bezit een grote collectie affiches, die ontworpen zijn door Pablo Picasso of te maken hebben met exposities van werk van deze kunstenaar.
Enkele markante, tenzij anders vermeld evangelisch-lutherse, kerkgebouwen in de gemeente zijn:
- De neogotische Pauluskerk te Heidenheim (1898)
- Het 18e-eeuwse kerkje van Oggenhausen
- Het in 1736 gebouwde, rooms-katholieke, St. Petrus- en Pauluskerkje te Großkuchen, met laatbarok interieur
- De kleine in 1714 gebouwde kapel van Kleinkuchen

De gemeente ligt in een landschappelijk aantrekkelijk deel van de Schwäbische Alb. Diverse kleine en grote natuurgebieden liggen in of dicht bij de gemeente. Hieronder is ten noordwesten van de stad het natuurreservaat Brünneleswiesen (bijna 64 ha; voornamelijk weide- en oevergebied langs de Brenz) vermeldenswaard.
Ten westen van de stad, in buurgemeente Steinheim am Albuch, is 14 à 15 miljoen jaar geleden, in het Mioceen, een meteoriet ingeslagen. Daardoor ontstond de meteoorkrater Steinheimer Becken.
De voormalige Bohnerzgruben zijn in de loop der eeuwen veranderd in kleine meertjes met een hoge natuurwaarde. Ten zuidwesten van de stad, aan weerszijden van Autobahn A7, direct ten zuiden van de kruising met de B 466, liggen deze zes meertjes in een fraai bos. Ter plaatse is een wandelroute uitgezet.

## Sport
1. FC Heidenheim 1846 is de professionele voetbalclub van de stad en speelt in de Voith-Arena, die ten westen van het stadscentrum staat. Deze ploeg wist op zondag 28 mei 2023 voor het eerst in zijn geschiedenis promotie af te dwingen naar de Bundesliga, het hoogste niveau in Duitsland.
In Heidenheim wordt de sport schermen op hoog niveau beoefend. Verscheidene Duitsers, die in deze sport wereldkampioen werden, waren lid van schermclubs uit Heidenheim. De plaatselijke honkbalclub, Heidenheim Heideköpfe, is een van de beste van geheel Duitsland.

## Galerij

### Kasteel Hellenstein

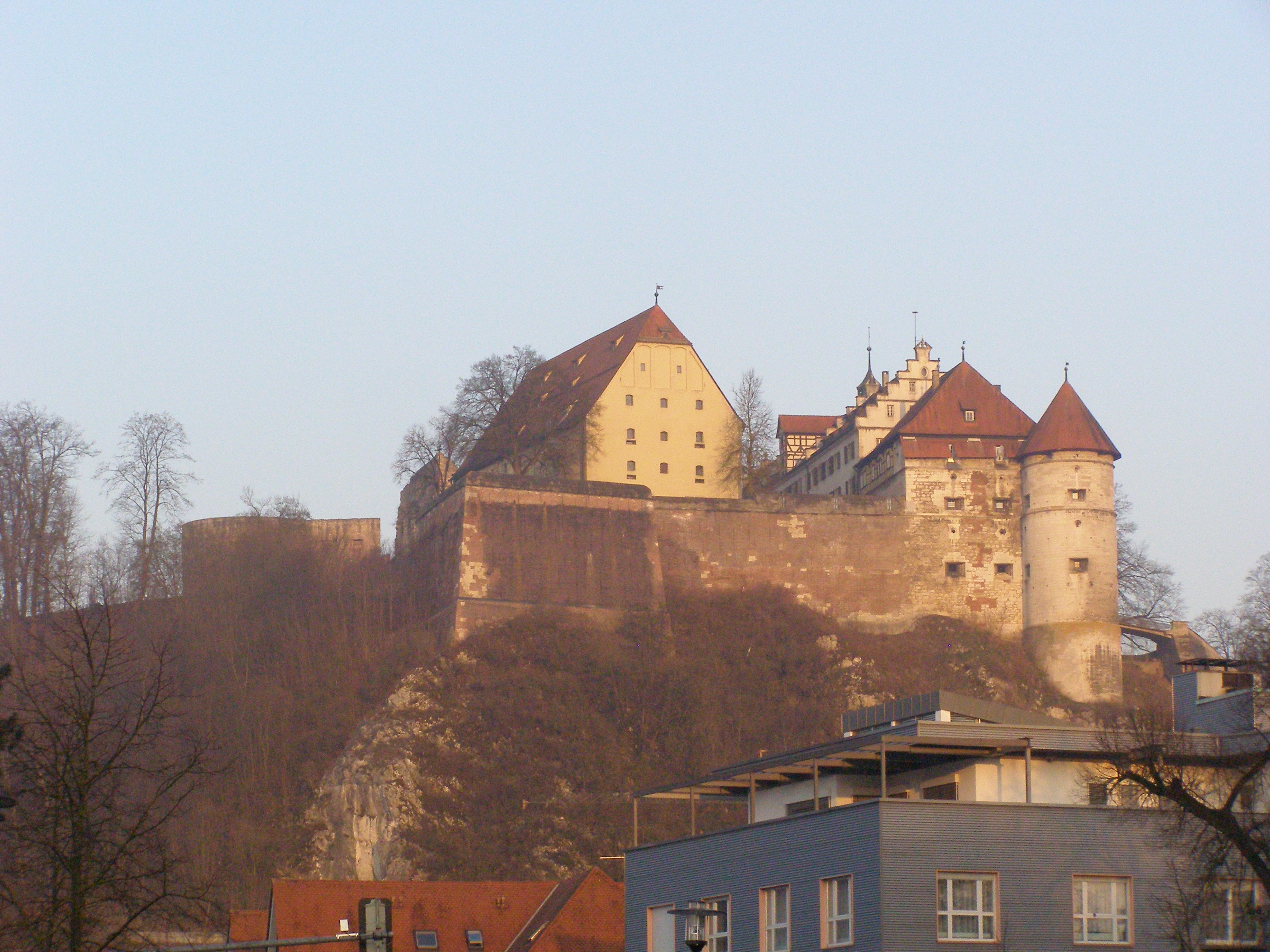
Kasteel Hellenstein
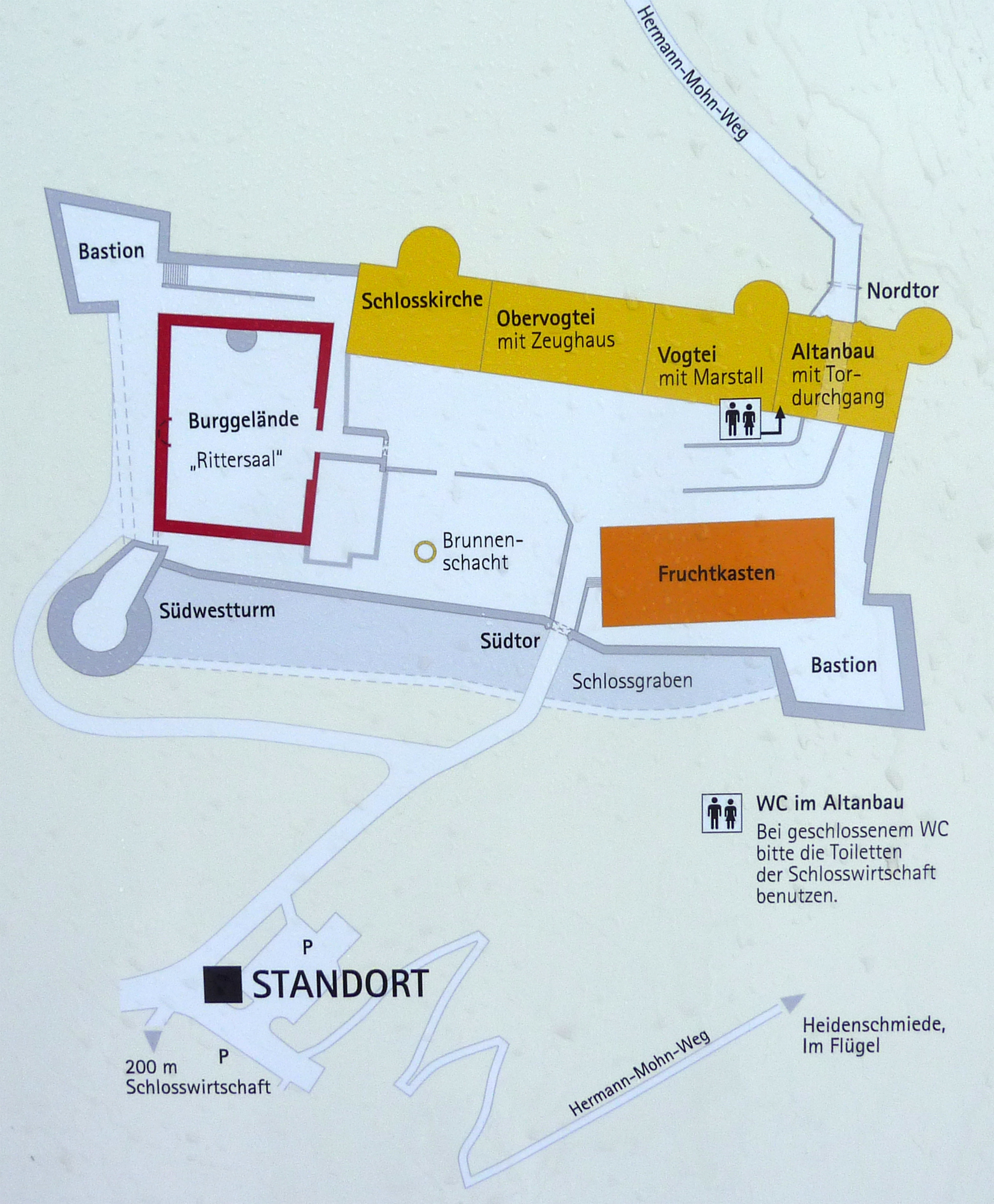
Idem, plattegrond
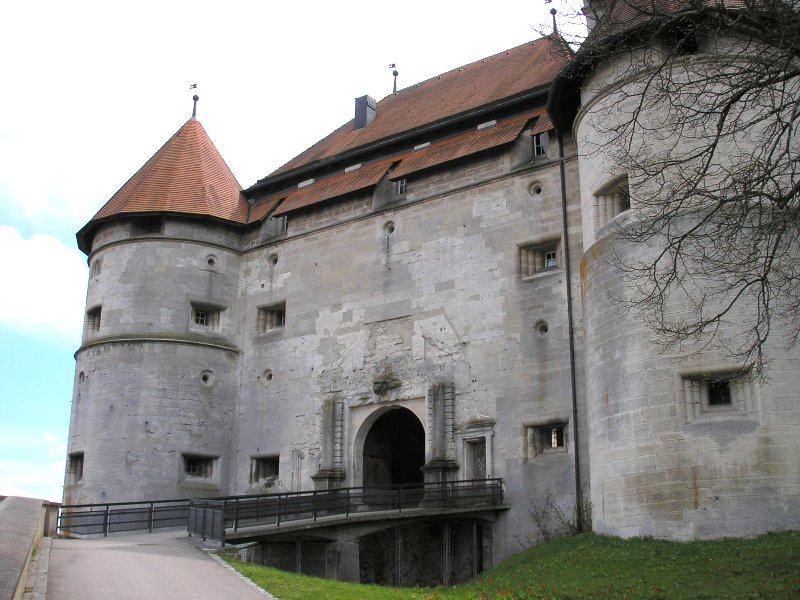
Idem, noordelijke toegangspoort
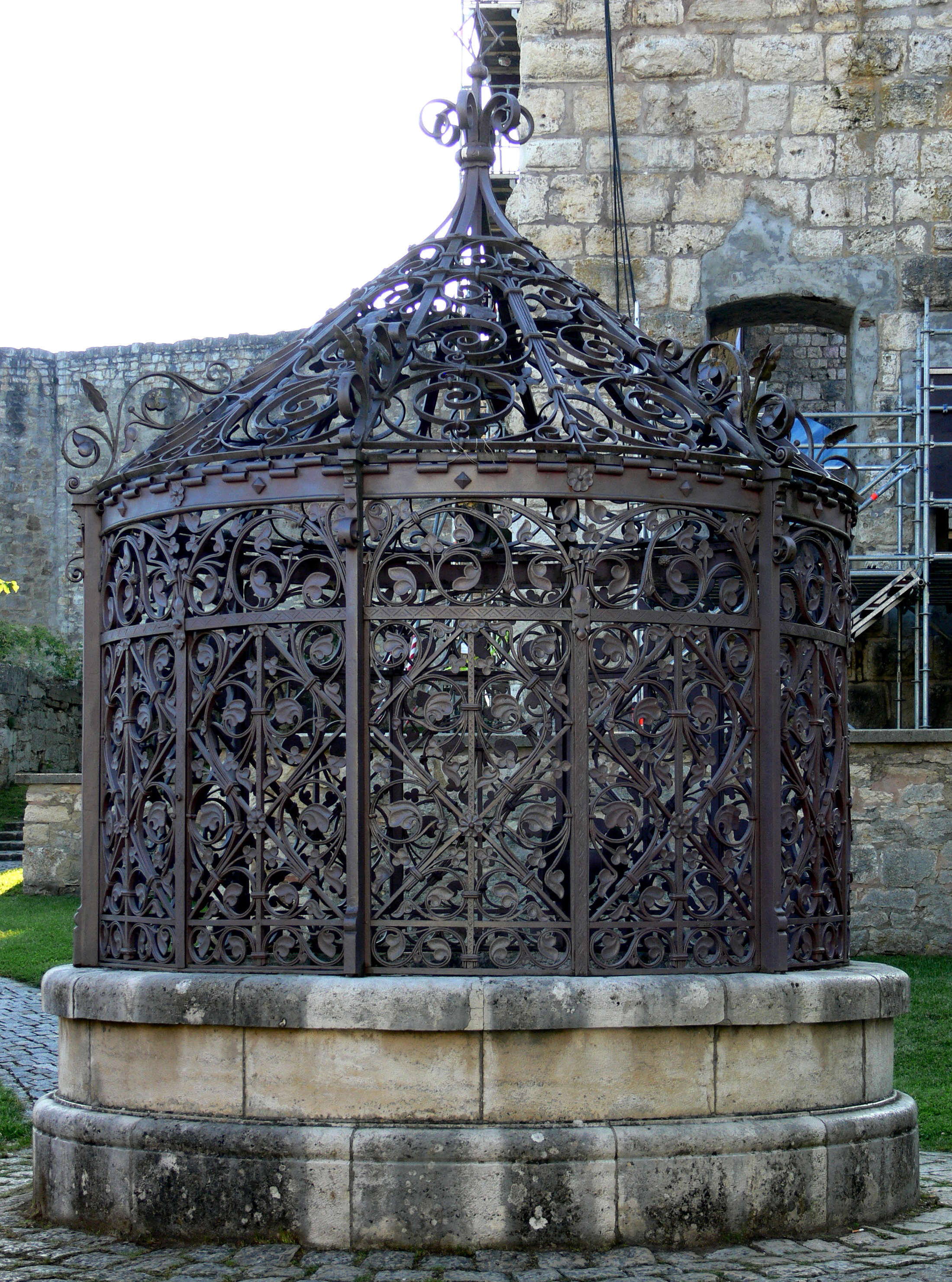
Hek rondom de put Kindlesbrunnen
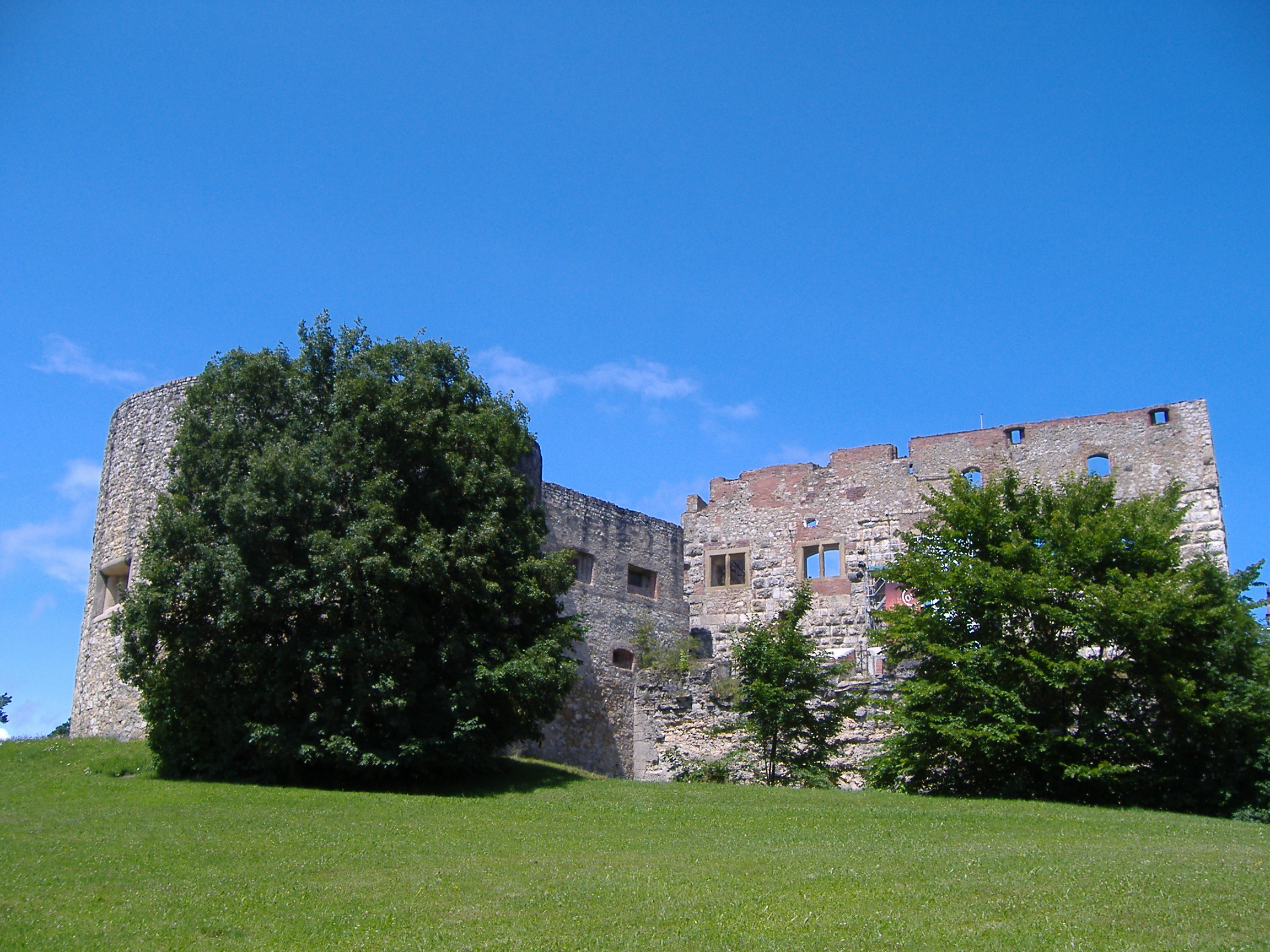
Ruïne ridderzaal in het kasteel (locatie Operafestival)
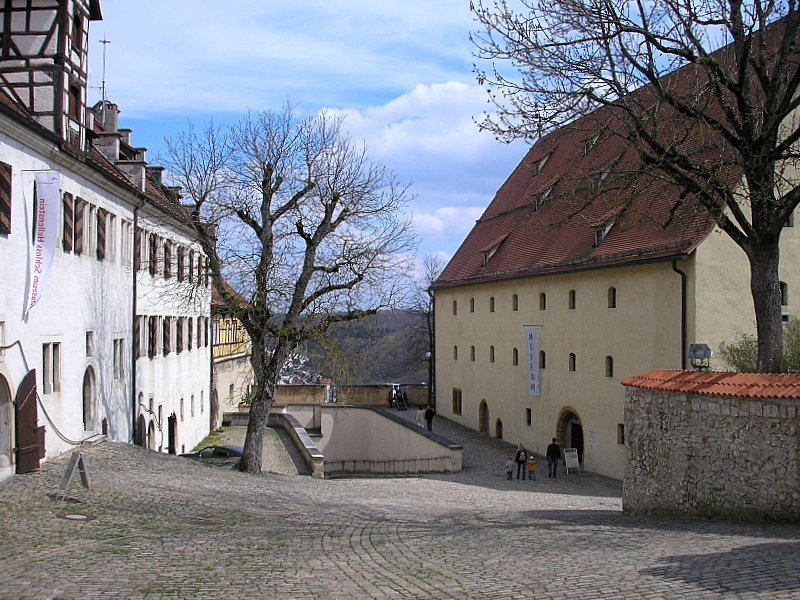
Binnenplaats van het kasteel; rechts het gebouw Fruchtkasten (museum)
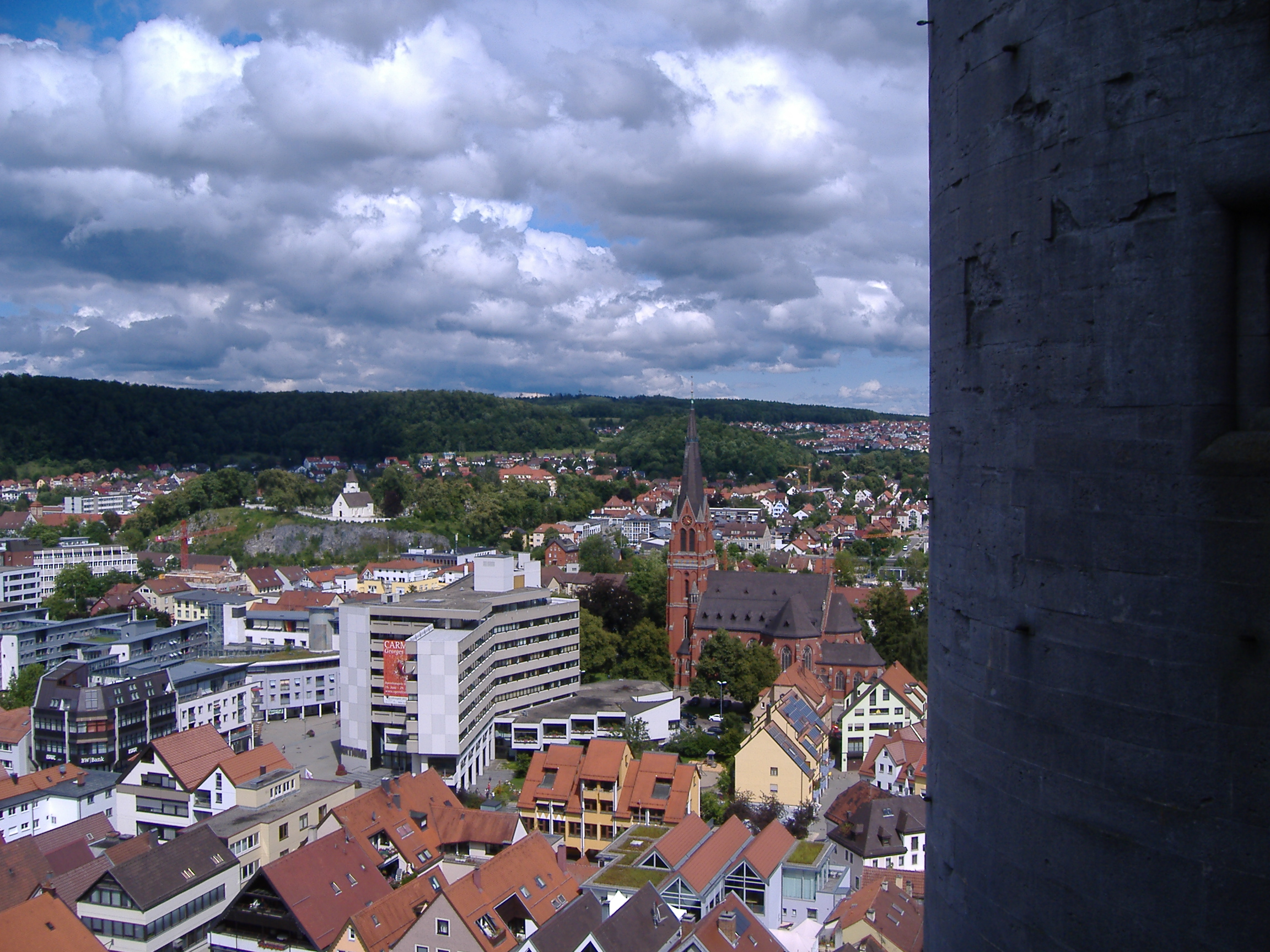
Gezicht op de stad vanaf het kasteel

### Overig

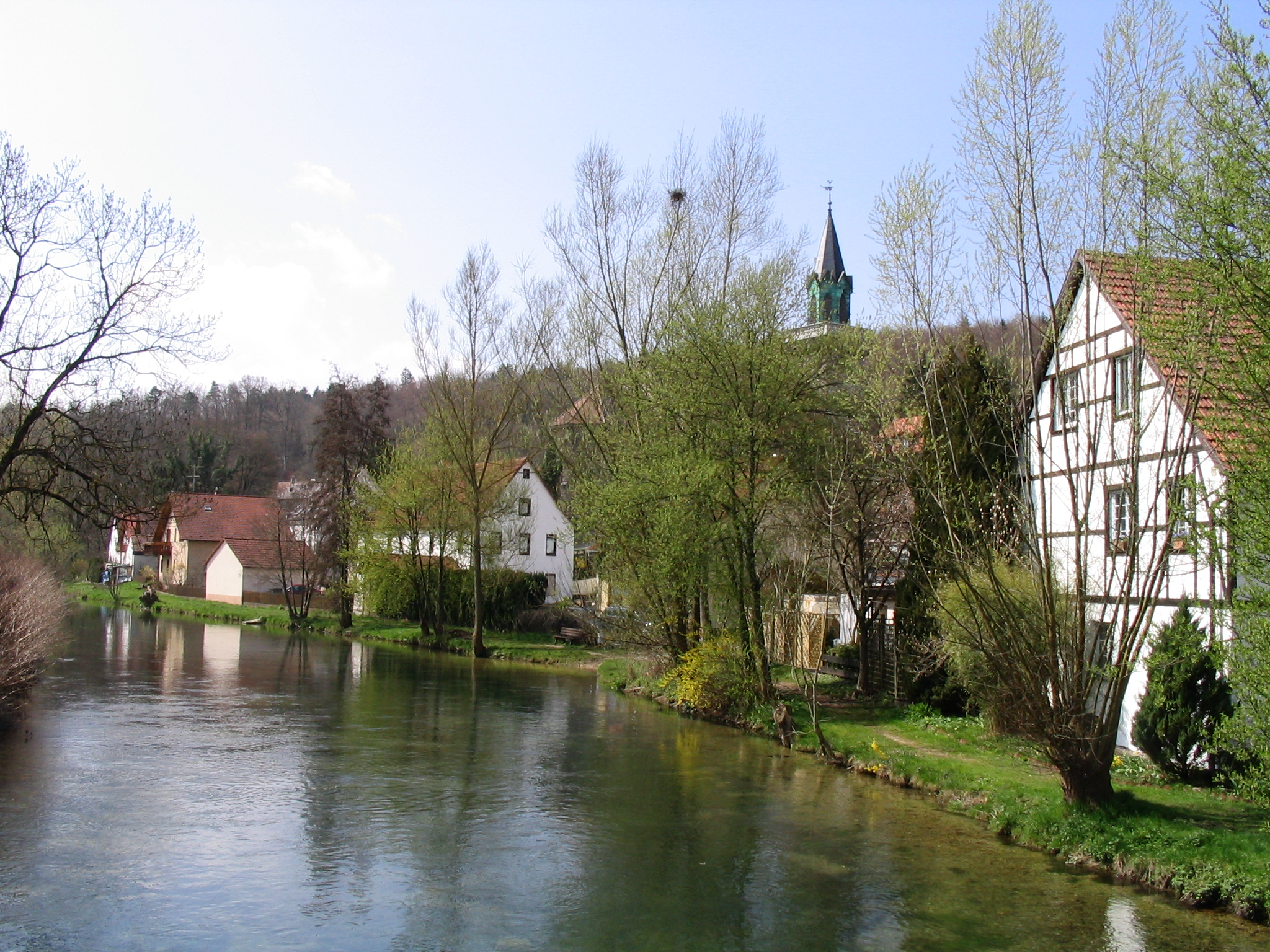
De Brenz in stadsdeel Mergelstetten
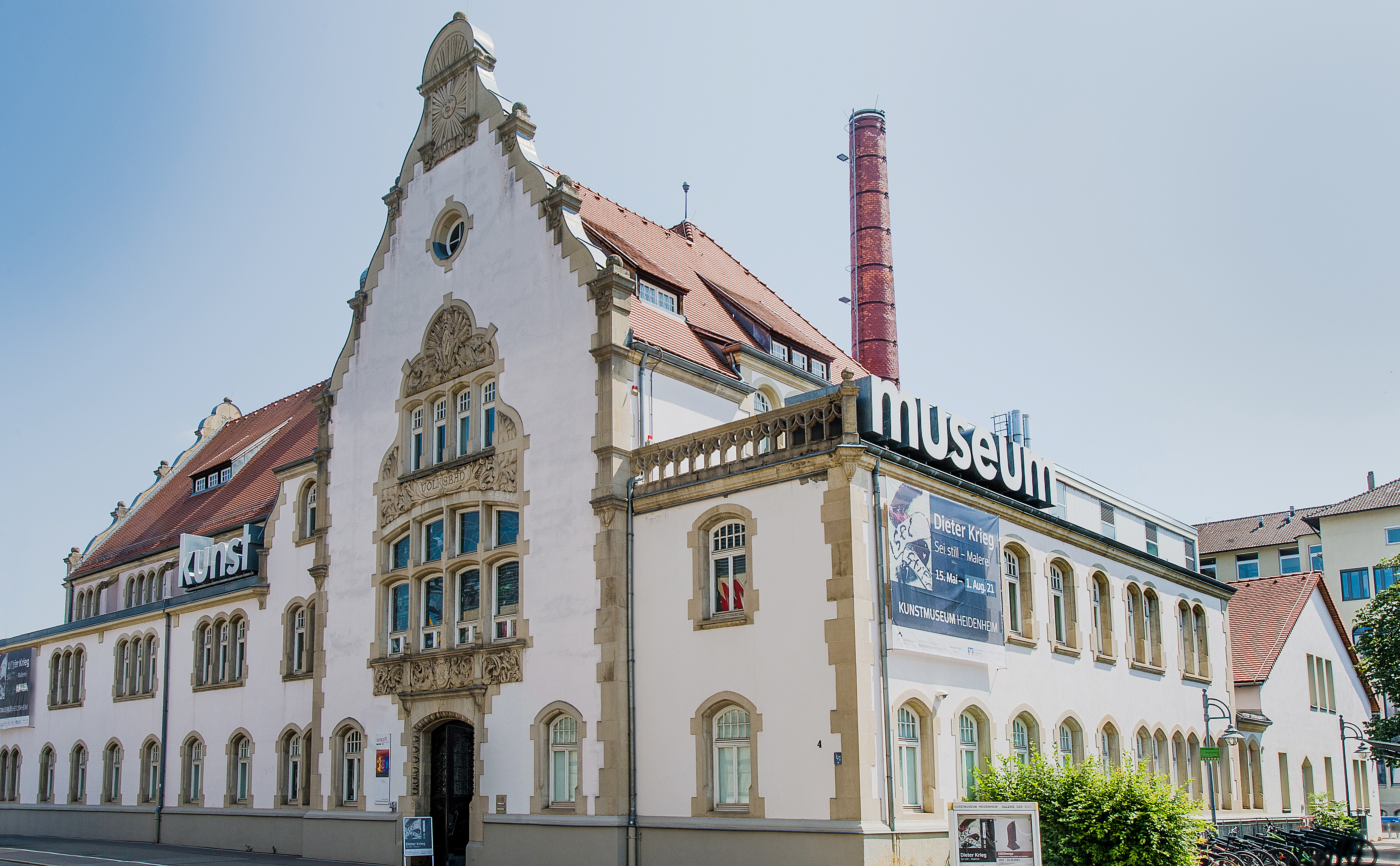
Kunstmuseum
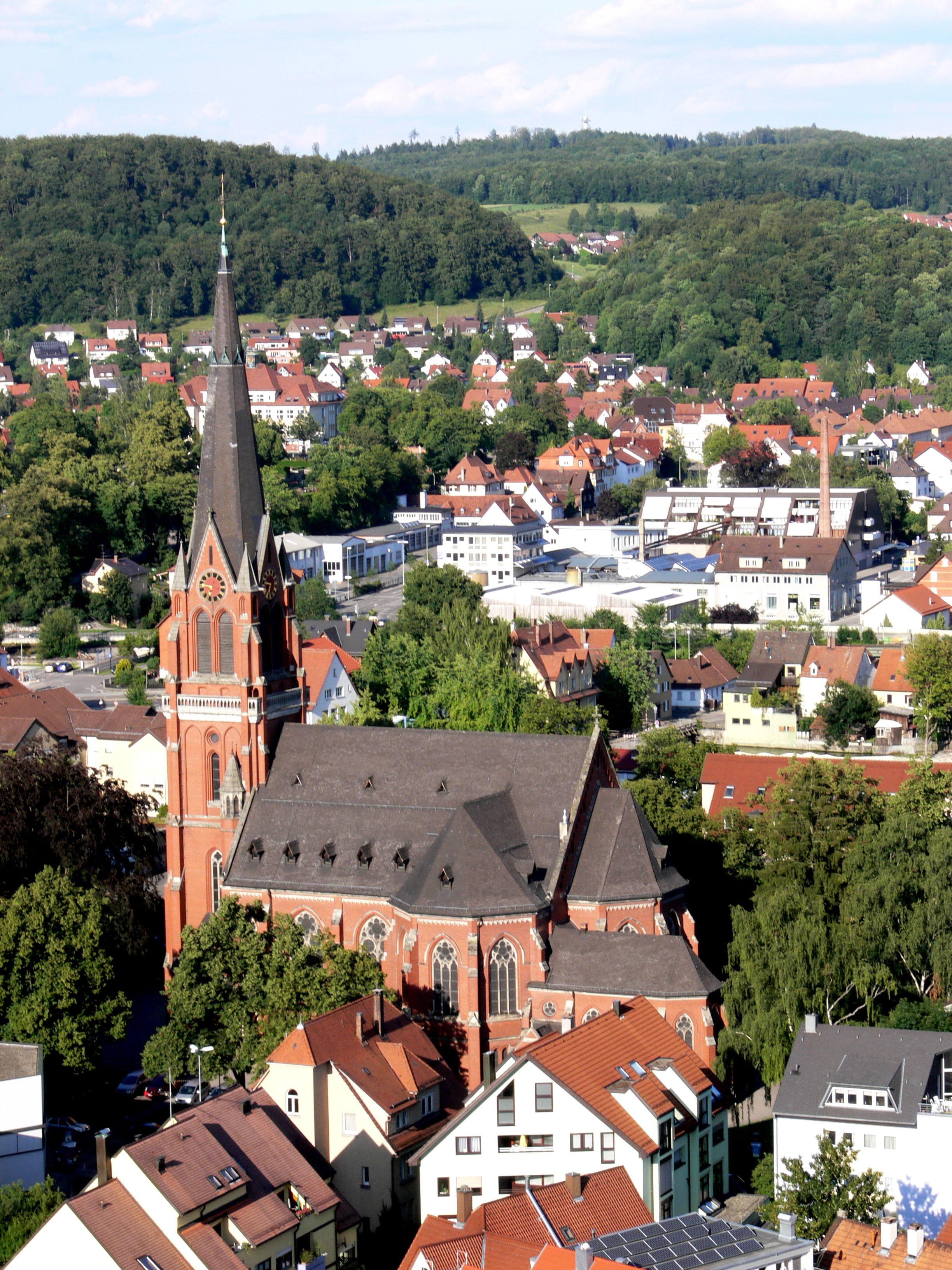
Pauluskerk, Heidenheim
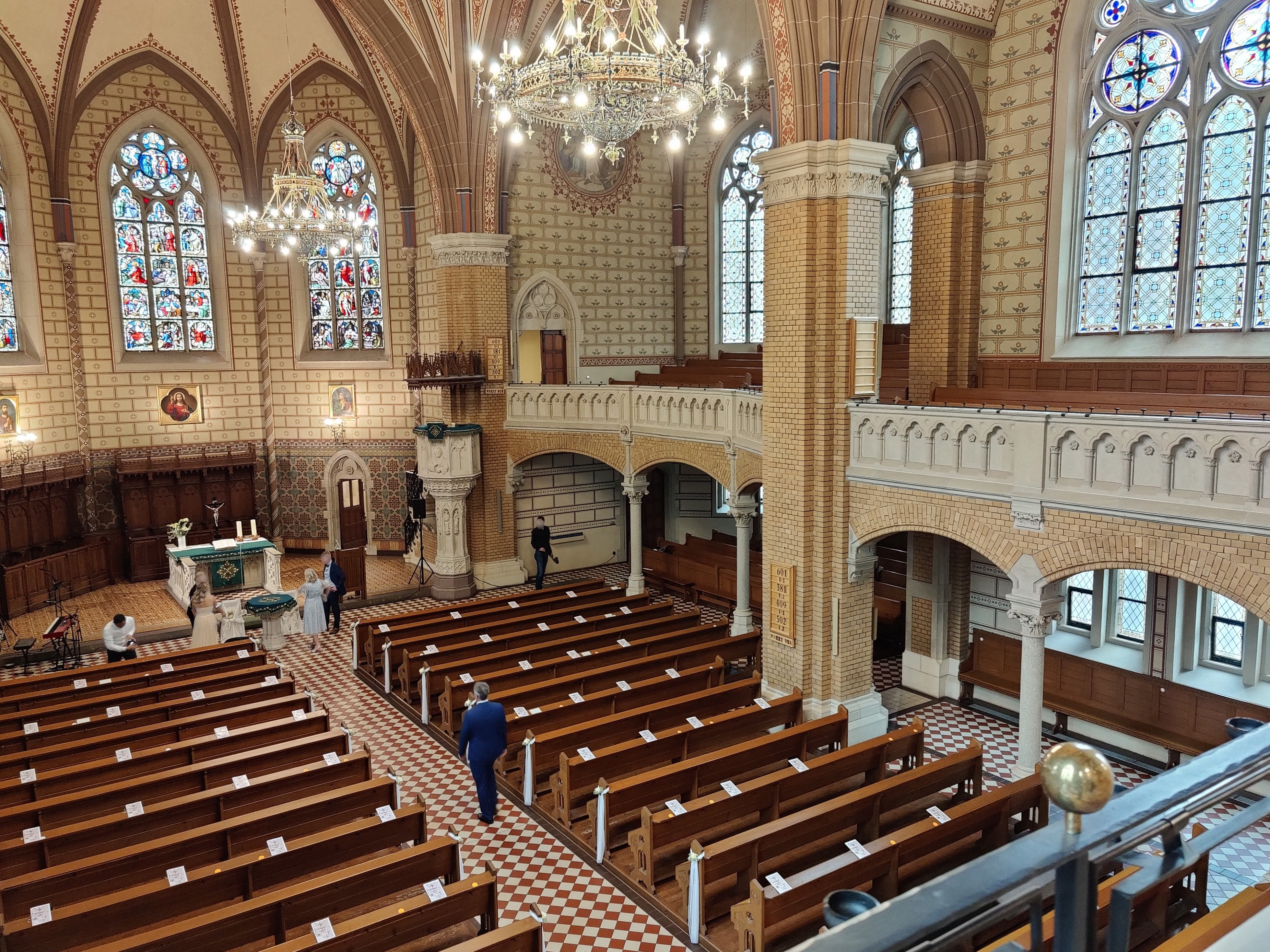
Interieur van deze kerk
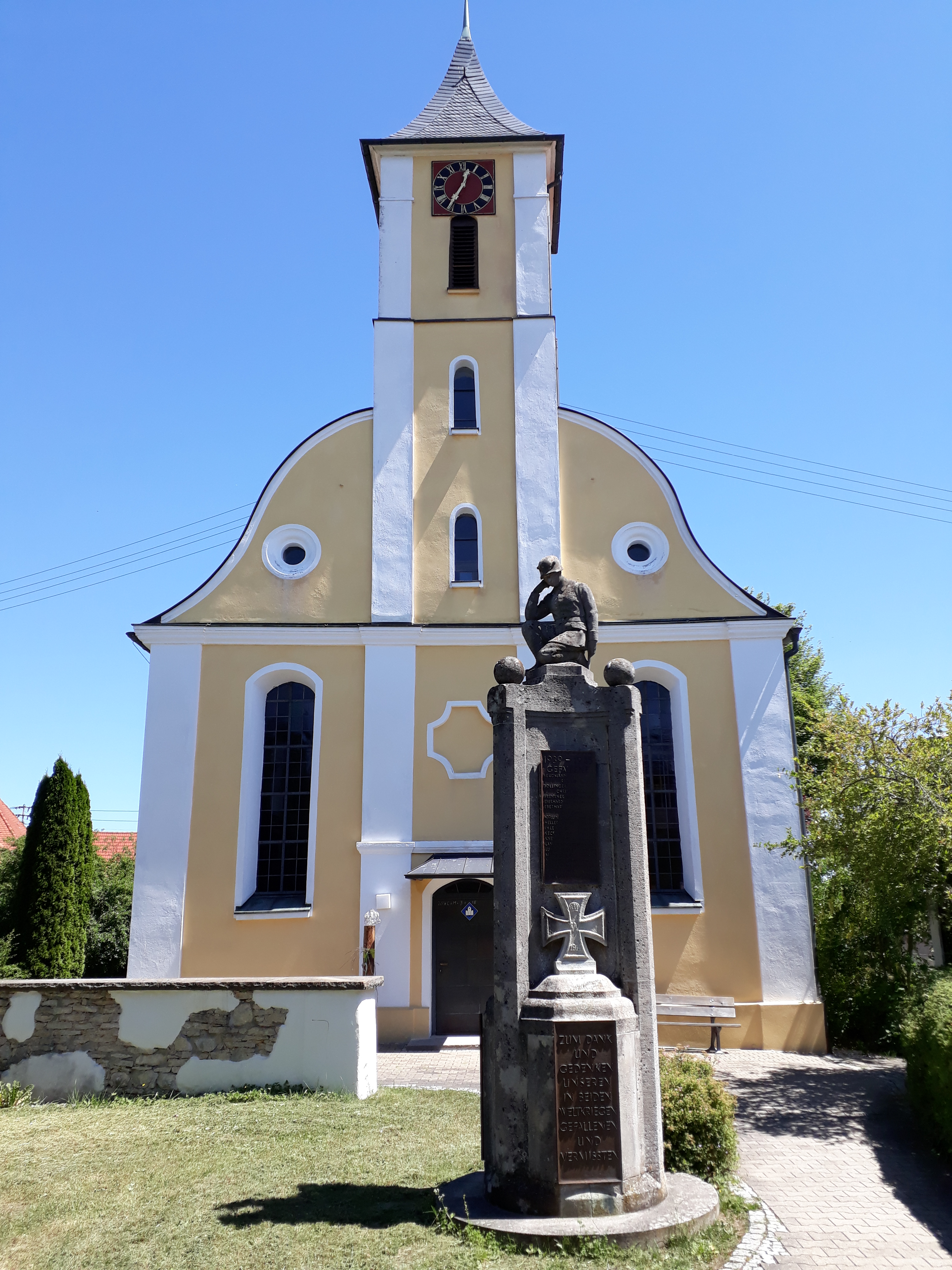
Kerkje van Oggenhausen
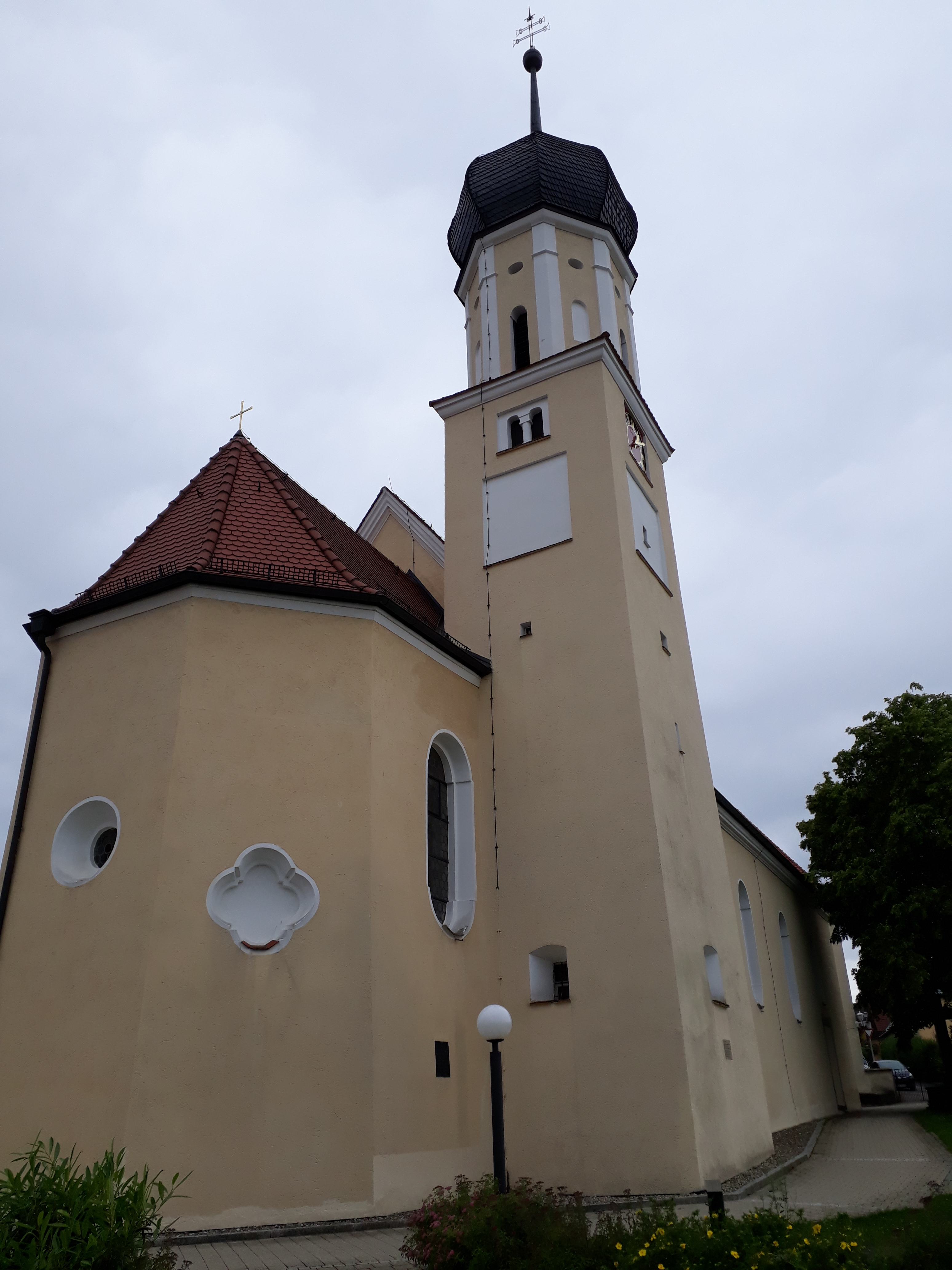
R.K. kerkje (1736) te Großkuchen
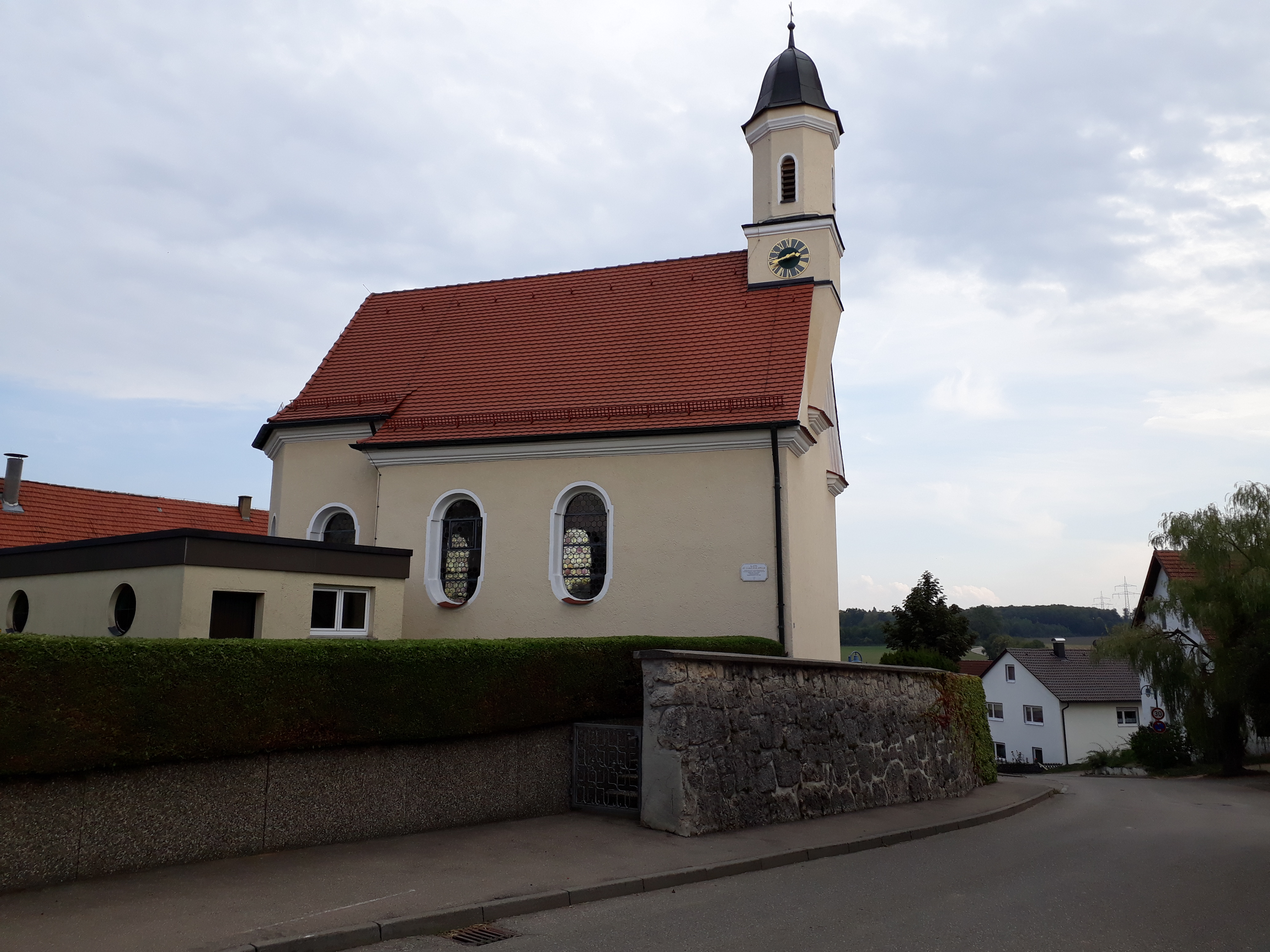
Kapel (1714) te Kleinkuchen
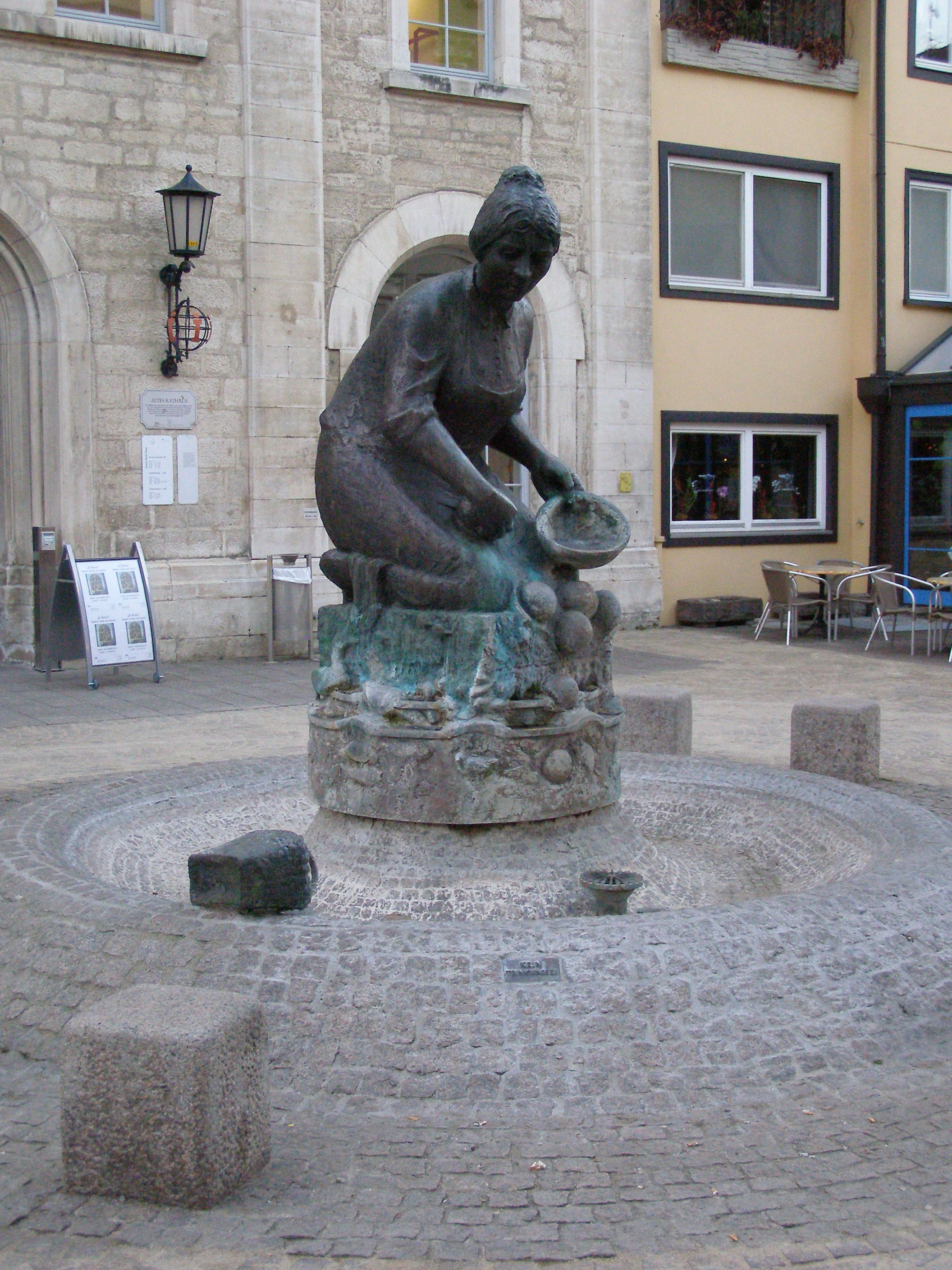
Fontein Knöpfleswäscherin
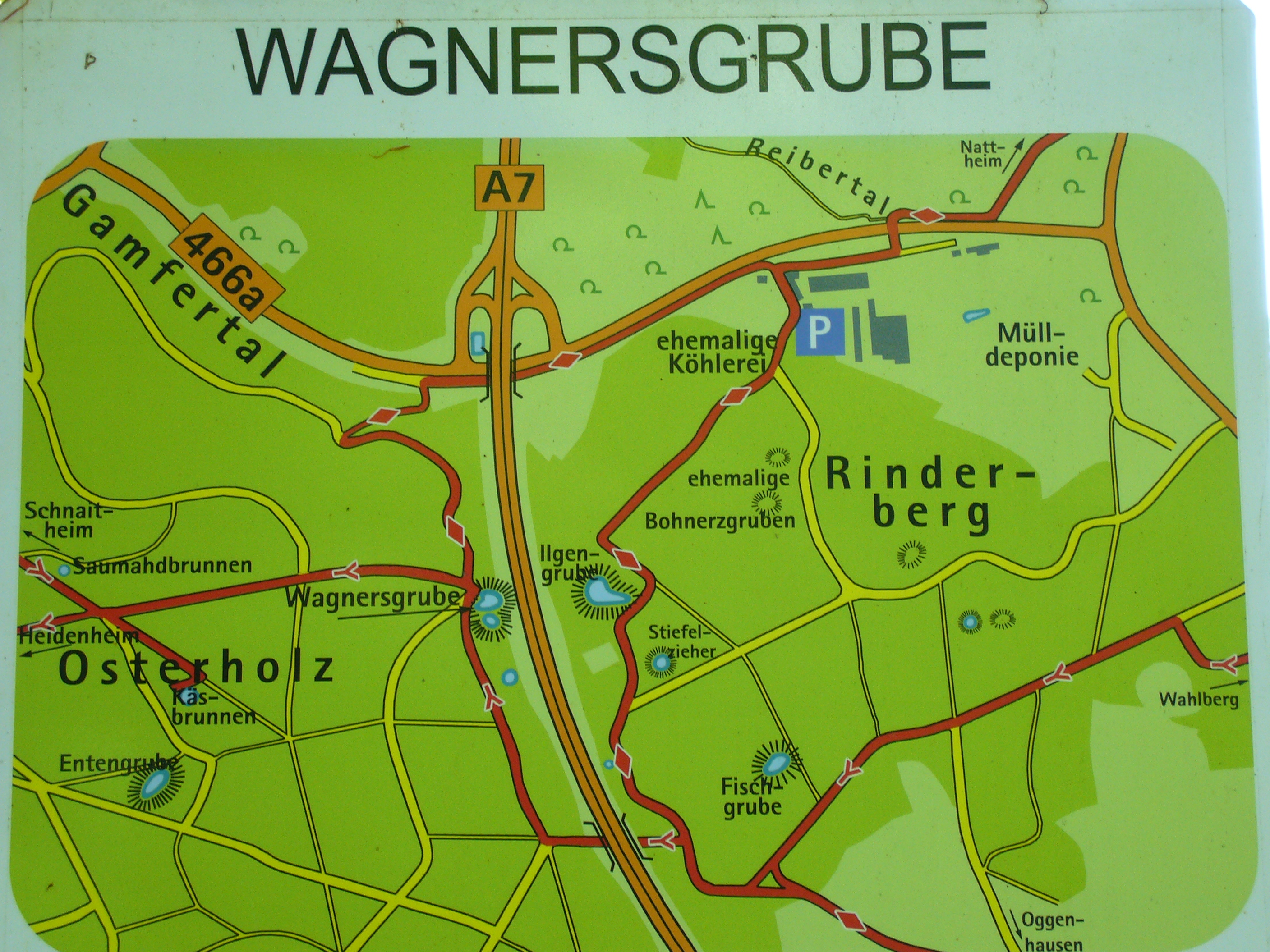
Informatiepaneel bij de voormalige Bohnerz-groeven (meertjes)
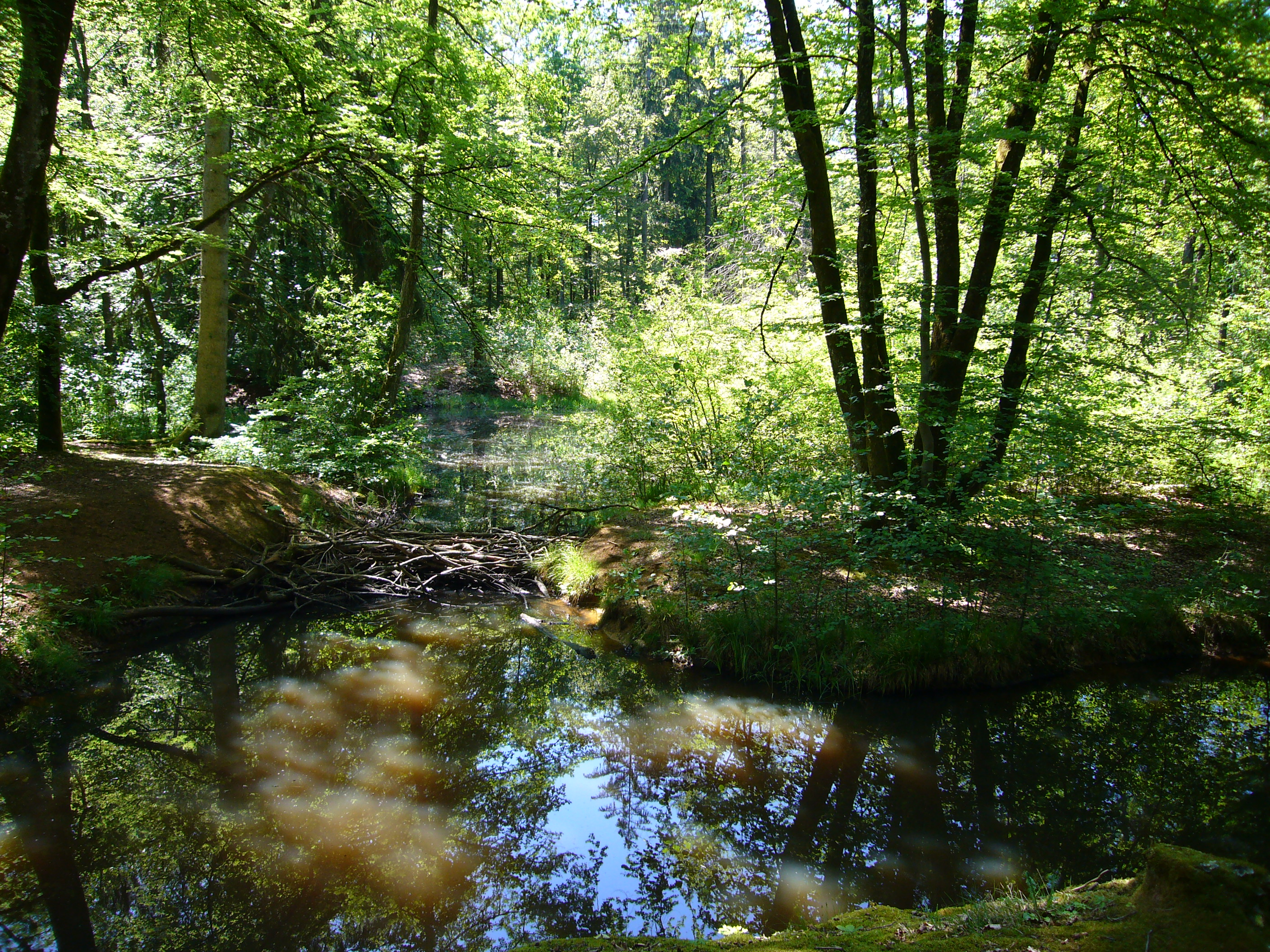
Eén van deze meertjes, de Wagnersgrube (2007)

## Partnergemeentes
Heidenheim an der Brenz onderhoudt jumelages met:
- Clichy (Frankrijk), sedert 1958
- Sankt Pölten (Oostenrijk), sedert 1968
- Newport (Wales, Groot-Brittannië), sedert 1981
- Sisak (Kroatië), sedert 1988
- Döbeln (Saksen), sedert 1991
- Jihlava (Tsjechië), sedert 2002;

alsmede een Städtefreundschaft  met:
- Qianjiang (Hubei) (Volksrepubliek China), sedert 1994.

## Bekende inwoners

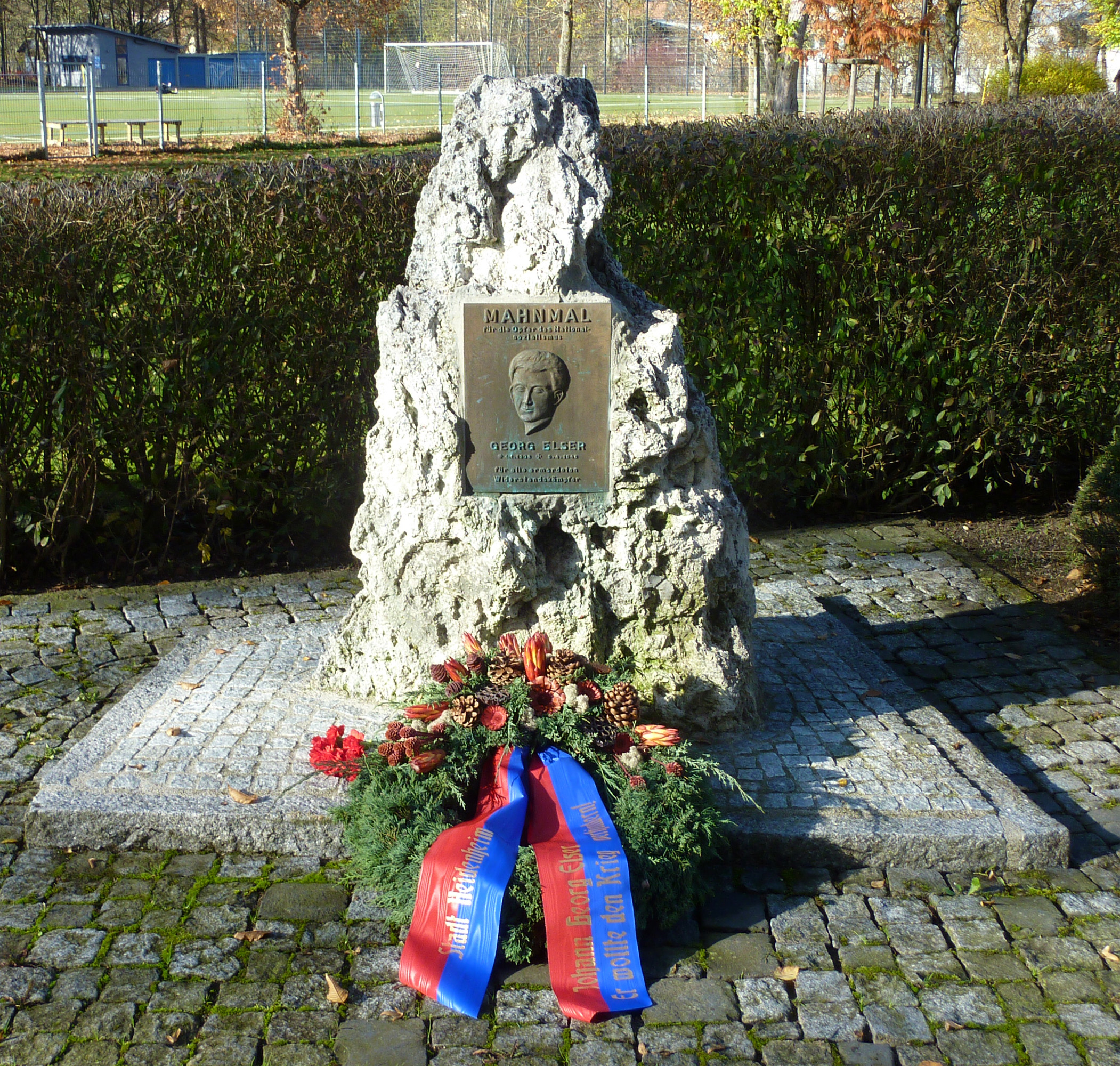
Gedenksteen Georg Elser te Schnaitheim

Een bekende inwoner van Heidenheim an der Brenz (stadsdeel Schnaitheim) was Georg Elser, die in 1939 een mislukte aanslag op Adolf Hitler pleegde.

### Geboren te Heidenheim
- Erwin Rommel (1891-1944), veldmaarschalk[6]
- Kurt Bittel (1907-1991), archeoloog
- Walter Kasper (1933), kardinaal
- Horst Blankenburg (1947), voetballer
- Gerhard Thiele (1953), ruimtevaarder
- Arnd Schmitt (13 juli 1965), voormalig schermer (2 x Olympisch goud)
- Olaf Schönborn (25 augustus 1967), jazzsaxofonist (sopraan- en altsaxofoon)
- Frank Schmidt (3 januari 1974), voetbalcoach en voormalig voetballer